# Grębenice
Grębenice – wieś w Polsce położona w województwie łódzkim, w powiecie opoczyńskim, w gminie Żarnów. Leży przy drodze krajowej nr 74.
Prywatna wieś szlachecka, położona była w drugiej połowie XVI wieku w powiecie opoczyńskim województwa sandomierskiego. W latach 1975–1998 miejscowość administracyjnie należała do województwa piotrkowskiego.
Wierni Kościoła rzymskokatolickiego należą do parafii św. Mikołaja w Żarnowie.